# Wydział Leśny Uniwersytetu Rolniczego im. Hugona Kołłątaja w Krakowie
Wydział Leśny Uniwersytetu Rolniczego im. Hugona Kołłątaja w Krakowie – jeden z siedmiu wydziałów Uniwersytetu Rolniczego im. Hugona Kołłątaja w Krakowie. Jego siedziba znajduje się przy al. 29 listopada 46 w Krakowie. Założony przy Uniwersytecie Jagiellońskim w 1949 roku, w 1953 r. stał się jednym z pierwszych wydziałów Wyższej Szkoły Rolniczej w Krakowie. W latach 1954–1962 jego działalność została zawieszona. Przywrócony w 1963 roku funkcjonuje do dzisiaj.

## Kierunki kształcenia
Dostępne kierunki:
- leśnictwo (studia I i II stopnia)
- ochrona bioróżnorodności (studia I stopnia)

## Poczet dziekanów
1. prof. dr hab. inż. Tadeusz Gieruszyński (1949–1952)
2. dr inż. Maciej Czarnowski (1952–1953)
3. dr inż. Tadeusz Klus (1953–1954)
4. prof. dr inż. Kamil Rogaliński (1963–1965)
5. mgr inż. Stanisław Bielczyk (1965–1968)
6. dr inż. Kazimierz Kozikowski (1968–1969)
7. prof. dr inż. Stanisław Domański (1969–1972)
8. prof. dr hab. inż. Bolesław Rutkowski (1972–1987)
9. prof. dr hab. inż. Andrzej Jaworski (1987–1990)
10. prof. dr hab. inż. Stefan Kowalski (1990–1993)
11. prof. dr hab. inż. Jan Greszta (1993–1996)
12. prof. dr hab. inż. Stefan Kowalski (1996–2002)
13. prof. dr hab. inż. Tadeusz Kowalski (2002–2008)
14. prof. dr hab. inż. Stanisław Orzeł (2008–2016)
15. prof. dr hab. inż. Marcin Pietrzykowski (2016–2024)
16. prof. dr hab. inż. Jarosław Socha (od 2024)

## Władze Wydziału
W kadencji 2024–2028:
| Stanowisko                                 | Imię i nazwisko                   |
| ------------------------------------------ | --------------------------------- |
| Dziekan                                    | prof. dr hab. inż. Jarosław Socha |
| Prodziekan ds. Dydaktycznych i Studenckich | dr hab. inż. Maciej Pach          |

## Struktura organizacyjna
| Katedra                                                | Kierownik                               |
| ------------------------------------------------------ | --------------------------------------- |
| Katedra Bioróżnorodności Leśnej                        | prof. dr hab. inż. Jerzy Szwagrzyk      |
| Katedra Ekologii i Hodowli Lasu                        | prof. dr hab. inż. Stanisław Małek      |
| Katedra Inżynierii Ekologicznej i Hydrologii Leśnej    | prof. dr hab. inż. Marcin Pietrzykowski |
| Katedra Ochrony Ekosystemów Leśnych                    | prof. dr hab. inż. Robert Jankowiak     |
| Katedra Zarządzania Zasobami Leśnymi                   | prof. dr hab. inż. Jarosław Socha       |
| Katedra Użytkowania Lasu, Inżynierii i Techniki Leśnej | dr hab. inż. Paweł Tylek                |